# Tuttifrutti
Als Tuttifrutti (im Deutschen auch Tutti Frutti/frutti) bezeichnet man eine Zubereitung aus verschiedenen Obstsorten.

## Begriff
Ursprünglich wurde der Begriff aus der italienischen Sprache abgeleitet von tutti und frutti für alle Früchte. Veraltet steht es im Deutschen für Allerlei, allgemein für eine Süßspeise aus oder mit verschiedenen Früchten.

## Zubereitung
Nachdem die Früchte gereinigt wurden, werden sie entsprechend dem Rezept zerkleinert. Eine häufige Schnittform sind dabei Würfel. Wenn Beerenobst verwendet wird, bleibt dieses meist ganz. Anschließend wird das Obst unter Zugabe von Zucker und ggf. Gewürzen eingekocht oder sanft gedünstet.

## Varianten
- Häufig werden die abgekühlten Früchte anschließend mit Speiseeis verzehrt.[4]
- Tutti-Frutti-Kroketten sind ein Salpicon von Früchten, die mit Kirschwasser mazeriert werden. Anschließend bindet man diese mit einer warmen Frangipane-Creme und streicht die Masse glatt aus. Nach dem Auskühlen sticht man runde Kroketten aus, und frittiert diese. Dazu eine Aprikosen-Maraschino-Sauce verzehrt.[5]
- Tutti-Frutti-Torte (ital. Crostata Tutti Frutti) ist ein Kuchen aus einem vorgebackenen Mürbeteigboden, der mit Buttercreme bestrichen wird, und mit verschiedenen Früchten belegt ist.[6]
- Tuttifrutti-Bowle ist eine Bowle aus verschiedenen kleingeschnittenen Früchten, je einem Teil Weißwein und Rotwein, die mit Sekt oder Mineralwasser aufgefüllt wird.[7]
- Teilweise bezeichnet man eine Speiseeismischung als Tuttifrutti, wenn mehrere Fruchtsorten enthalten sind. Es wird auch als Bezeichnung für Varianten von Cassata verwendet.